# Rebost

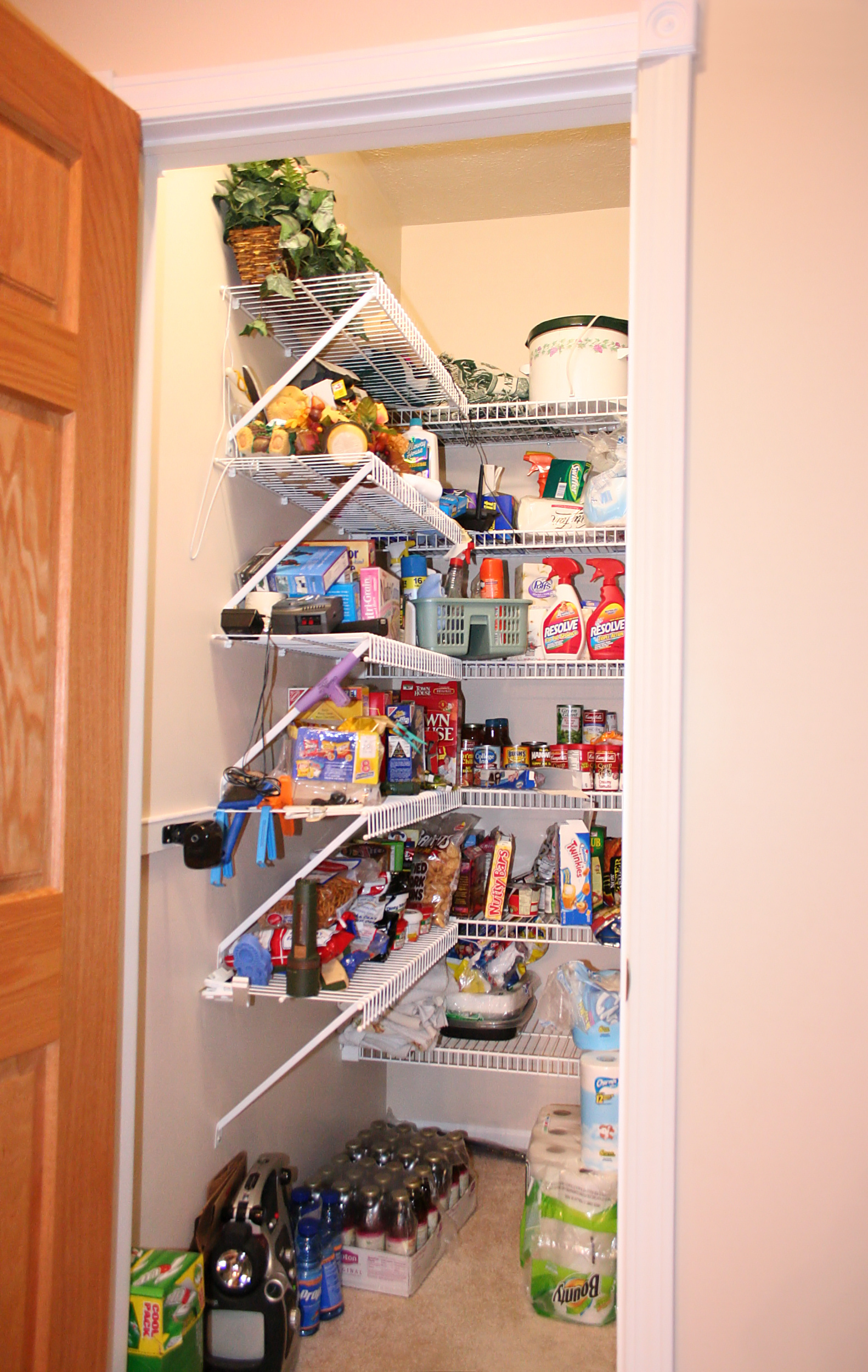
El rebost d'una cuina contemporània.

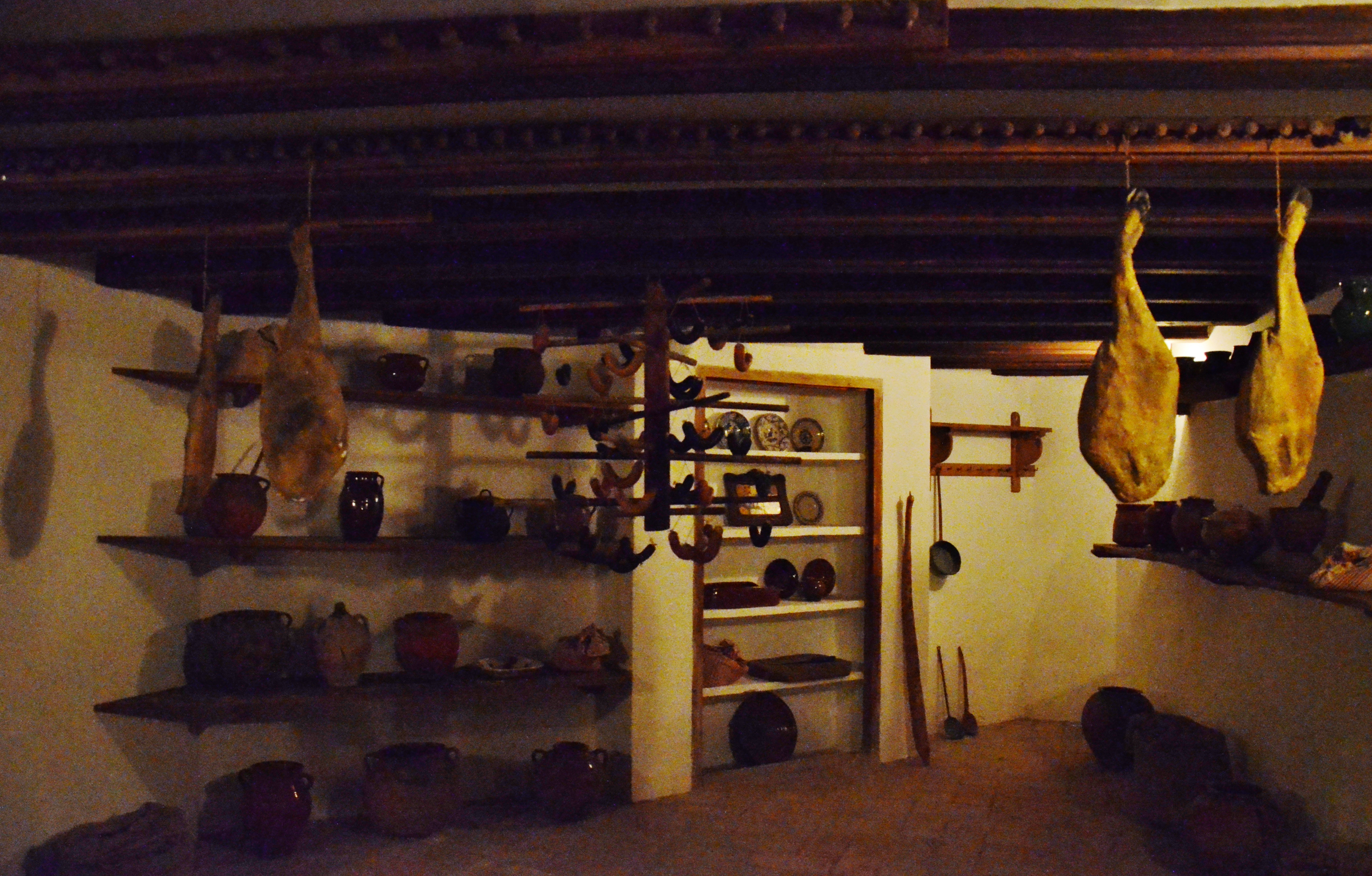
Rebost del Museu Romàntic Can Papiol a Vilanova i la Geltrú

El rebost és un espai o cambra on conservar els menjars, sobretot l'embotit, fruita i verdura. Cal que siga fresc i sec perquè els aliments no es facen roíns. Els rebosts eren corrents a les cases abans de l'ús generalitzat del frigorífic des de mitjans del segle xx. A les cases dels segles segle xx i segle xxi són simplement, dins d'una casa, un pis o la cuina, el lloc on es guarden els comestibles, que pot ser una estança, un armari o un racó amb prestatgeries. A l'Amèrica Llatina és una botiga d'ultramarins.
El terme 'rebost' també pot referir-se als «rebosts solidaris» que són iniciatives de col·lectius ciutadans en què uns voluntaris recullen aliments de donacions i bancs d'aliments per distribuir-los a famílies en situació precària que passen fam.

## Característiques
Un rebost ha de ser:
- Tan fresca com sigui possible
- Pròxima a les àrees de preparació d'aliments
- Construïda per evitar l'entrada de mosques i insectes.
- Fàcil de mantenir neta
- Equipada de prestatges i armaris apropiats a l'aliment que és emmagatzemat

A l'hemisferi nord, la majoria de les cases solien tenir el seu rebost i cuina al costat nord o est de la casa on rebia menys sol. A Austràlia i Nova Zelanda els rebosts eren col·locats als costats sud o est de la casa per la mateixa raó.
Molts rebosts tenen petites finestres sense vidre amb l'obertura coberta per una malla fina. Això permet la circulació lliure de l'aire sense permetre que entrin les mosques i altres insectes. Molts rebosts s'han enrajolat o s'han pintat les parets per simplificar-ne la neteja. Els rebosts més antics i especialment els de les cases més grans tenien ganxos al sostre per penjar peces de carn o de caça. Altres tenien envasos aïllants per al gel, anticipant el desenvolupament futur dels refrigeradors. Un rebost podia contenir una llosa o prestatge de pedra usat per mantenir l'aliment fresc en els temps anteriors a la refrigeració.
En una casa moderadament gran del segle xix, totes aquestes cambres es posaven tan a baix a l'edifici com fos possible, per utilitzar la massa de la terra per conservar-los a baixa temperatura durant l'estiu.
Les cuines a Àsia tradicionalment han estat de format més obert que les d'Occident. La funció de rebost era generalment completa amb gabinets o cofres de fusta. Per exemple, al Japó el moble de cuina anomenat mizuya tansu, que comptava amb gran varietat de compartiments cadascun per a un propòsit i aliment específic.
Molt poques cases modernes tenen rebosts en el sentit antic, anomenant-se així ara als armaris o habitacions petites situades normalment al costat de la cuina, on es guarden les begudes i aliments envasats.

## Història a Europa i als Estats Units

### Baixa edat mitjana
En els halls de la baixa edat mitjana, hi havia habitacions separades per les diverses funcions i serveis i l'emmagatzematge de menjar. El rebost era on es guardava el pa i on es preparaven els menjars relacionats. Hi havia habitacions similars per a l'emmagatzematge de la cansalada i altres carns, les begudes alcohòliques i la cuina.

### Era colonial
En els Estats Units, els rebostos van evolucionar des de les butteries de l'era colonial americana, construïdes en el racó més fred, situat al nord, de les cases colonials (freqüentment anomenades i escrites "butt'ry"), en una varietat de rebostos de masies auto-suficients. Els rebostos dels majordoms es construïen entre el menjador i la cuina, en les cases de la classe mitjana anglesa o americana, especialment a finals del segle xix i a principis del XX. En les grans cases, com Biltmore Estate a Asheville, North Carolina i Stan Hywet Hall a Akron, Ohio, hi havia autèntics laberints de rebostos i altres oficines domèstiques, anàlegs als britànics "Great House".

### Era victoriana
Ja en l'era victoriana, les grans cases i mansions britàniques van seguir usant habitacions separades, cadascuna de les quals dedicada a un estadi diferent de preparació i manipulació de menjar. La cuina s'utilitzava per cuinar, mentre que l'emmagatzematge de menjar es feia en el magatzem. La preparació del menjar abans de ser cuinat es veia en una cambra anomenada larder, el rentat de plats es feia o bé en una habitació anomenada scullery o al rebost, "en funció del tipus de plat o del nivell de brutícia". Com que l'scullery era l'habitació on hi havia aigua corrent, en tenir una pica, era on es feia la preparació del menjar més bruta, com ara rentar el peix o tallar la carn crua. El rebost era on es guardava la vaixella, com ara la porcellana copisteria i la coberteria, i la copisteria. Si el rebost tenia pica per netejar la vaixella, es tractava d'una pica de fusta forrada de plom, per evitar fer malbé la porcellana i la copisteria en rentar-les. En algunes cases de classe mitjana, el llarder, el rebost i el magatzem podien ser simplement grans armaris de fusta, cadascun dels quals amb el seu propòsit específic.

### Masíes catalanes
A les masies catalanes el rebost és una part fonamental de l'habitatge on es guarden, no tan sols les conserves, els adobs i altres queviures, sinó també on es guarden els estris de fer conserves, entre altres coses. El disseny sol ser una habitació separada, que dona al nord i que no té cap obertura a l'exterior més que una petita i alta finestra que permeti entrar una mica de claror i que deixi passar l'aire fresc i sec.

### Rebostos moderns
El rebost està tornant en les cases americanes i britàniques, com a part del ressorgiment del niuament i les tasques domèstiques des de finals dels anys 90. És un dels elements més demandats en les cases americanes actualment, malgrat que les cases modernes tinguin cuines més grans que mai abans. Aquesta alta demanda és deguda tant a la nostàlgia i el caliu associats als rebostos, així com al servei pràctic i útil dels rebostos.
A principis del segle XX encara es feien a ciutat cases amb rebost però amb el progressiu encariment i empetitiment dels habitatges s'ha transformat en una reduïda habitació sense ventilació o, directament, en un armari d'obra. Avui, el terme també s'utilitza per referir-se a habitacions petites on s'emmagatzema menjar no perible, com ara productes enllaunats, que no necessàriament es troben a prop de la cuina, i habitualment estan situats en el soterrani.